# Shota Rustaveli (Schiff)
Die Shota Rustaveli war ein Kreuzfahrtschiff der sowjetischen Black Sea Shipping Company, das 1968 in Dienst gestellt wurde. Das ab 2000 als Assedo eingesetzte Schiff blieb bis 2003 in Fahrt und wurde anschließend im indischen Alang abgewrackt.

## Geschichte

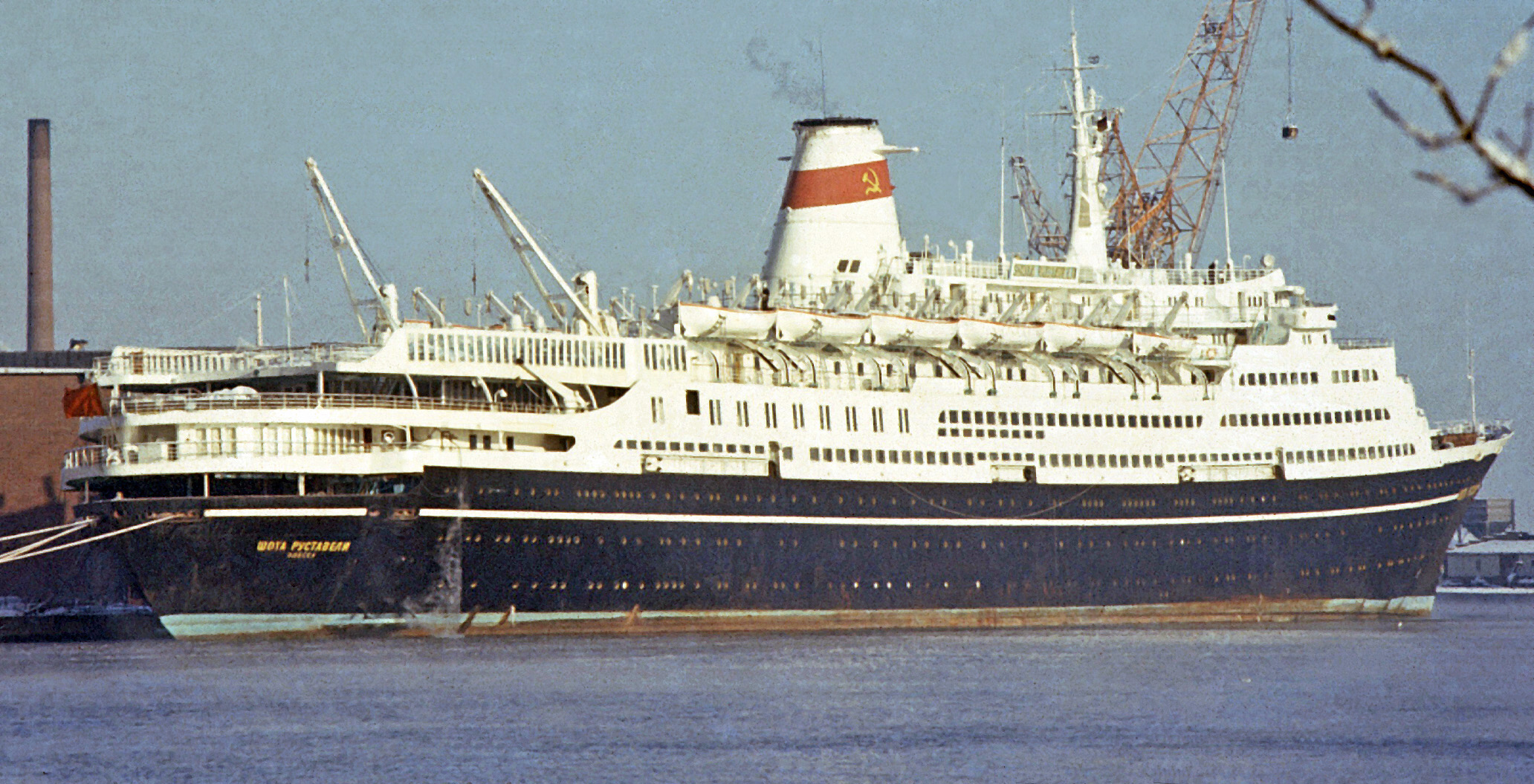
Shota Rustaveli 1979 in Emden

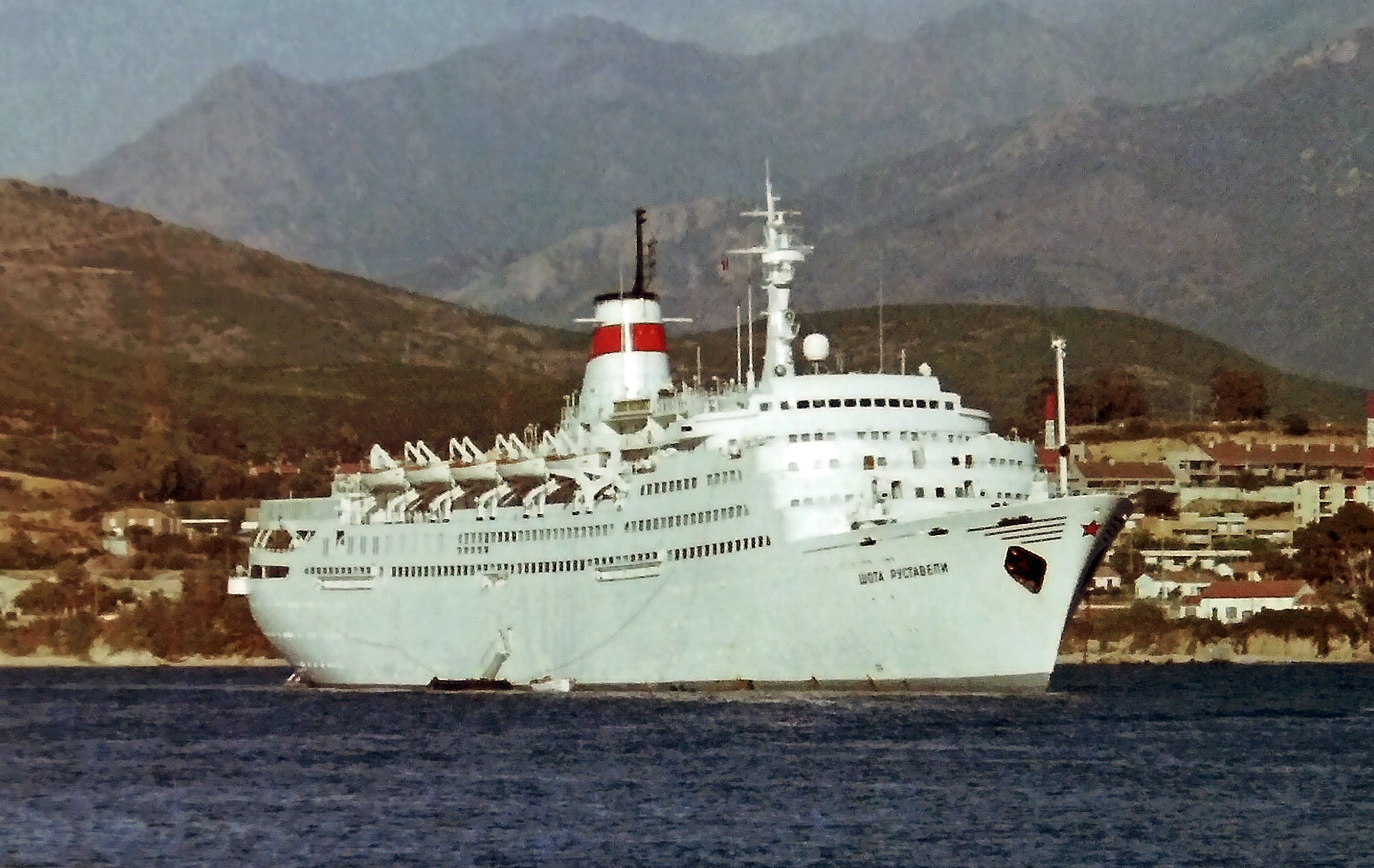
Shotoa Rustaveli ca. 1996 mit weißem Rumpf

Die Shota Rustaveli wurde am 29. Dezember 1966 als viertes von insgesamt fünf Schiffen der Ivan-Franko-Klasse auf der Werft in Wismar vom Stapel gelassen und am 30. Juni 1968 an die Black Sea Shipping Company abgeliefert, um fortan für Kreuzfahrten eingesetzt zu werden. Die Schiffsbezeichnung geht auf den georgischen Dichter und Literaten Schota Rustaweli zurück. Sie war die vierte von insgesamt fünf Einheiten der Ivan-Franko-Klasse.
Nach dem Zusammenbruch der Sowjetunion 1991 ging die Black Sea Shipping Company und somit auch die Shota Rustaveli 1992 in ukrainischen Besitz über. Nach vier weiteren Jahren im Dienst ging das Schiff 1994 erst an Redwood Navigation mit Sitz in Liberia und 1998 die ukrainische Tranship JS, kam jedoch nicht wieder unter seinem alten Namen in Fahrt. In der Zwischenzeit wohnte und arbeitete eine 30 Mann starke Besatzung an Bord, um die Shota Rustaveli für einen möglichen neuen Betreiber einsatzbereit zu halten.
Nach zwei Jahren Liegezeit ging die Shota Rustaveli 2000 unter dem neuen Namen Assedo, der dem Wort „Odessa“, in der umgekehrten Richtung gelesen, entspricht, und unter der Flagge von St. Vincent und die Grenadinen an Kaalbye Shipping International mit Sitz in Odessa. Das Schiff wurde fortan für Kreuzfahrten mit ukrainischen Touristen in der Nord- und Ostsee eingesetzt.
2003 wurde die Assedo nach drei Dienstjahren für Kaalbye Shipping International ausgemustert und zum Abbruch ins indische Alang verkauft, wo sie am 28. November 2003 eintraf.